# Federico García Capurro
Federico García Capurro (1907 - 2000) fue un médico y político uruguayo, perteneciente al Partido Colorado.

## Biografía
Nació en Montevideo, sus padres fueron Don Horacio García Lagos y Ema Capurro Ruano, integrantes de la alta sociedad del Montevideo de principios de siglo. 
Graduado de médico en la Universidad de la República, se especializó en radiología.
Durante el primer gobierno colegiado, fue Ministro de Salud Pública en el periodo 1952-1954.
En el gobierno de Jorge Pacheco Areco, cuando Alba Roballo renuncia al Ministerio de Cultura, García Capurro es nombrado para el cargo. Cabe destacar la creación en 1968 del Consejo Ejecutivo honorario de las obras de reconstrucción y preservación de la Antigua Ciudad de Colonia del Sacramento.
Más adelante, hacia el final del mandato, ocuparía el Ministerio de Defensa. García Capurro era un ferviente partidario de que los militares actuasen en la lucha contra los guerrilleros tupamaros, su firma está estampada en el decreto Decreto N.º 566/971, por el cual Pacheco encomendó a las Fuerzas Armadas del Uruguay la lucha antisubversiva, y además, suministró fondos para la formación del servicio de inteligencia militar.
También ocupó brevemente, en simultánea con el Ministerio de Defensa, la titularidad del Ministerio de Transporte, Comunicaciones y Turismo.
En 1971, Pacheco le ofreció que lo acompañase en la fórmula presidencial de cara a una posible reelección, pero rechazó el ofrecimiento.
Ocupó un sillón en el Consejo de Estado durante la dictadura. Durante la presidencia de Aparicio Méndez, circuló su nombre como posible miembro de un triunvirato que nunca llegó a integrarse.
En otro orden de cosas, García Capurro fue socio fundador de la Sociedad Uruguaya de Criadores de Caballos Árabes en 1965.